# Пунтонс
Пунтонс (кат. Pontons) - муніципалітет, розташований в Автономній області Каталонія, в Іспанії. Знаходиться у районі (кумарці) Ал Панадес провінції Барселона, згідно з новою адміністративною реформою перебуватиме у складі Баґарії (округи) Барселона.

## Населення
Населення міста (у 2007 р.) становить 556 осіб (з них менше 14 років - 12,9%, від 15 до 64 - 69,6%, понад 65 років - 17,4%). У 2006 р. народжуваність склала 5 осіб, смертність - 4 особи, зареєстровано 5 шлюбів. У 2001 р. активне населення становило 205 осіб, з них безробітних - 45 осіб.

Серед осіб, які проживали на території міста у 2001 р., 327 народилися в Каталонії (з них 138 осіб у тому самому районі, або кумарці), 52 особи приїхали з інших областей Іспанії, а 35 осіб приїхало з-за кордону. 

Університетську освіту має 8,3% усього населення. 

У 2001 р. нараховувалося 161 домогосподарство (з них 29,2% складалися з однієї особи, 24,2% з двох осіб,20,5% з 3 осіб, 17,4% з 4 осіб, 5,6% з 5 осіб, 2,5% з 6 осіб, 0% з 7 осіб, 0% з 8 осіб і 0,6% з 9 і більше осіб).

Активне населення міста у 2001 р. працювало у таких сферах діяльності : у сільському господарстві - 13,1%, у промисловості - 21,2%, на будівництві - 14,4% і у сфері обслуговування - 51,2%. 

 У муніципалітеті або у власному районі (кумарці) працює 91 особа, поза районом - 102 особи.

### Безробіття
У 2007 р. нараховувалося 27 безробітних (у 2006 р. - 29 безробітних), з них чоловіки становили 51,9%, а жінки - 48,1%.

## Економіка

### Підприємства міста

#### Промислові підприємства
| \| Промислові підприємства міста, за сферою діяльності \| Промислові підприємства міста, за сферою діяльності \| Промислові підприємства міста, за сферою діяльності \| \| Рік \| 2002 р. \| 2001 р. \| \| --------------------------------------------------- \| --------------------------------------------------- \| --------------------------------------------------- \| \| Енергетичні та водні ресурси \| 0% \| 0% \| \| Хімія та метали \| 0% \| 0% \| \| Переробка металів \| 0% \| 33,3% \| \| Продукти харчування \| 100% \| 66,7% \| \| Текстиль \| 0% \| 0% \| \| Виробництво меблів, видання \| 0% \| 0% \| \| Інше \| 0% \| 0% \| \| Усього підприємств \| 2 \| 3 \| |         |         |
| Промислові підприємства міста, за сферою діяльності |         |         |
| Рік | 2002 р. | 2001 р. |
| Енергетичні та водні ресурси | 0%      | 0%      |
| Хімія та метали | 0%      | 0%      |
| Переробка металів | 0%      | 33,3%   |
| Продукти харчування | 100%    | 66,7%   |
| Текстиль | 0%      | 0%      |
| Виробництво меблів, видання | 0%      | 0%      |
| Інше | 0%      | 0%      |
| Усього підприємств | 2       | 3       |

#### Роздрібна торгівля
| \| Підприємства роздрібної торгівлі міста, за сферою діяльності \| Підприємства роздрібної торгівлі міста, за сферою діяльності \| Підприємства роздрібної торгівлі міста, за сферою діяльності \| \| Рік \| 2002 р. \| 2001 р. \| \| ------------------------------------------------------------ \| ------------------------------------------------------------ \| ------------------------------------------------------------ \| \| Продукти харчування \| 33,3% \| 25% \| \| Одяг та взуття \| 0% \| 0% \| \| Товари для дому \| 0% \| 0% \| \| Книги та періодичні видання \| 0% \| 0% \| \| Промислова хімічна продукція \| 0% \| 0% \| \| Продукція, пов'язана з транспортними засобами \| 0% \| 0% \| \| Інше \| 66,7% \| 75% \| \| Усього підприємств \| 3 \| 4 \| |         |         |
| Підприємства роздрібної торгівлі міста, за сферою діяльності |         |         |
| Рік | 2002 р. | 2001 р. |
| Продукти харчування | 33,3%   | 25%     |
| Одяг та взуття | 0%      | 0%      |
| Товари для дому | 0%      | 0%      |
| Книги та періодичні видання | 0%      | 0%      |
| Промислова хімічна продукція | 0%      | 0%      |
| Продукція, пов'язана з транспортними засобами | 0%      | 0%      |
| Інше | 66,7%   | 75%     |
| Усього підприємств | 3       | 4       |

#### Сфера послуг
| \| Підприємства міста, що працюють у сфері послуг, за діяльністю \| Підприємства міста, що працюють у сфері послуг, за діяльністю \| Підприємства міста, що працюють у сфері послуг, за діяльністю \| \| Рік \| 2002 р. \| 2001 р. \| \| ------------------------------------------------------------- \| ------------------------------------------------------------- \| ------------------------------------------------------------- \| \| Гуртова торгівля \| 9,1% \| 0% \| \| Готелі та готельний бізнес \| 63,6% \| 75% \| \| Транспорт та зв'язок \| 0% \| 0% \| \| Посередницькі фінансові послуги \| 0% \| 0% \| \| Послуги підприємствам \| 9,1% \| 12,5% \| \| Послуги фізичним особам \| 18,2% \| 12,5% \| \| Нерухомість та ін. \| 0% \| 0% \| \| Усього підприємств \| 11 \| 8 \| |         |         |
| Підприємства міста, що працюють у сфері послуг, за діяльністю |         |         |
| Рік | 2002 р. | 2001 р. |
| Гуртова торгівля | 9,1%    | 0%      |
| Готелі та готельний бізнес | 63,6%   | 75%     |
| Транспорт та зв'язок | 0%      | 0%      |
| Посередницькі фінансові послуги | 0%      | 0%      |
| Послуги підприємствам | 9,1%    | 12,5%   |
| Послуги фізичним особам | 18,2%   | 12,5%   |
| Нерухомість та ін. | 0%      | 0%      |
| Усього підприємств | 11      | 8       |

## Житловий фонд
У 2001 р. 8,1% усіх родин (домогосподарств) мали житло метражем до 59 м2, 29,2% - від 60 до 89 м2, 37,9% - від 90 до 119 м2 і
24,8% - понад 120 м2.

З усіх будівель у 2001 р. 51,2% було одноповерховими, 40,9% - двоповерховими, 6,5
% - триповерховими, 1,2% - чотириповерховими, 0,2% - п'ятиповерховими, 0% - шестиповерховими,
0% - семиповерховими, 0% - з вісьмома та більше поверхами.

## Автопарк
| \| Автомобілі, зареєстровані у місті, за призначенням \| Автомобілі, зареєстровані у місті, за призначенням \| Автомобілі, зареєстровані у місті, за призначенням \| \| Рік \| 2006 р. \| 2005 р. \| \| -------------------------------------------------- \| -------------------------------------------------- \| -------------------------------------------------- \| \| Приватні автомобілі \| 62,9% \| 63,3% \| \| Мотоцикли \| 10,1% \| 9,8% \| \| Вантажівки \| 25% \| 25% \| \| Трактори \| 0,2% \| 0,2% \| \| Автобуси та ін. \| 1,8% \| 1,7% \| \| Усього автомобілів \| 504 шт. \| 460 шт. \| |         |         |
| Автомобілі, зареєстровані у місті, за призначенням |         |         |
| Рік | 2006 р. | 2005 р. |
| Приватні автомобілі | 62,9%   | 63,3%   |
| Мотоцикли | 10,1%   | 9,8%    |
| Вантажівки | 25%     | 25%     |
| Трактори | 0,2%    | 0,2%    |
| Автобуси та ін. | 1,8%    | 1,7%    |
| Усього автомобілів | 504 шт. | 460 шт. |

## Вживання каталанської мови
У 2001 р. каталанську мову у місті розуміли 98,3% усього населення (у 1996 р. - 99,3%), вміли говорити нею 83% (у 1996 р. - 
86,9%), вміли читати 79,4% (у 1996 р. - 82,5%), вміли писати 53,1
% (у 1996 р. - 55,7%). Не розуміли каталанської мови 1,7%.

## Політичні уподобання
У виборах до Парламенту Каталонії у 2006 р. взяло участь 226 осіб (у 2003 р. - 248 осіб). Голоси за політичні сили розподілилися таким чином:
| \| Вибори до Парламенту Каталонії \| Вибори до Парламенту Каталонії \| Вибори до Парламенту Каталонії \| \| Рік \| 2006 р. \| 2003 р. \| \| -------------------------------------- \| ------------------------------ \| ------------------------------ \| \| Конвергенція та Єднання (CiU) \| 40,7% \| 38,3% \| \| Соціалістична партія Каталонії (PSC) \| 13,3% \| 16,9% \| \| Народна партія (PP) \| 22,6% \| 25,8% \| \| Ініціатива за зелену Каталонію (IC) \| 6,2% \| 3,2% \| \| Республіканська лівиця Каталонії (ERC) \| 11,9% \| 14,9% \| \| Громадянська партія (C's) \| 2,2% \| 0% \| \| Інші \| 3,1% \| 0,8% \| |         |         |
| Вибори до Парламенту Каталонії |         |         |
| Рік | 2006 р. | 2003 р. |
| Конвергенція та Єднання (CiU) | 40,7%   | 38,3%   |
| Соціалістична партія Каталонії (PSC) | 13,3%   | 16,9%   |
| Народна партія (PP) | 22,6%   | 25,8%   |
| Ініціатива за зелену Каталонію (IC) | 6,2%    | 3,2%    |
| Республіканська лівиця Каталонії (ERC) | 11,9%   | 14,9%   |
| Громадянська партія (C's) | 2,2%    | 0%      |
| Інші | 3,1%    | 0,8%    |

У муніципальних виборах у 2007 р. взяло участь 386 осіб (у 2003 р. - 315 осіб). Голоси за політичні сили розподілилися таким чином:
| \| Муніципальні вибори \| Муніципальні вибори \| Муніципальні вибори \| \| Рік \| 2007 р. \| 2003 р. \| \| -------------------------------------- \| ------------------- \| ------------------- \| \| Конвергенція та Єднання (CiU) \| 29,5% \| 17,1% \| \| Соціалістична партія Каталонії (PSC) \| 11,7% \| 27,6% \| \| Народна партія (PP) \| 58,8% \| 55,2% \| \| Ініціатива за зелену Каталонію (IC) \| 0% \| 0% \| \| Республіканська лівиця Каталонії (ERC) \| 0% \| 0% \| \| Громадянська партія (C's) \| 0% \| 0% \| \| Інші \| 0% \| 0% \| |         |         |
| Муніципальні вибори |         |         |
| Рік | 2007 р. | 2003 р. |
| Конвергенція та Єднання (CiU) | 29,5%   | 17,1%   |
| Соціалістична партія Каталонії (PSC) | 11,7%   | 27,6%   |
| Народна партія (PP) | 58,8%   | 55,2%   |
| Ініціатива за зелену Каталонію (IC) | 0%      | 0%      |
| Республіканська лівиця Каталонії (ERC) | 0%      | 0%      |
| Громадянська партія (C's) | 0%      | 0%      |
| Інші | 0%      | 0%      |